# Benin az olimpiai játékokon
Benin a nyári olimpiai játékokra 1980-tól küld sportolókat. Benin korábbi nevén, Dahomey néven is szerepelt a nyári sportünnepen, 1972-ben. Benin még nem képviseltette magát a téli olimpiai játékokon.
Benin egyetlen olimpikonja sem szerzett még érmet.
A Benini Nemzeti Olimpiai és Sportbizottság 1962-ben alakult.